# Agharta
Agharta, även kallat Agharta: Jordens inre och Hollow Earth, är ett svenskt datorspel utvecklat av Aniware. Det gavs ut i Sverige av IQ Media våren 2000.
För den konstnärliga utformningen stod Eckhardt Milz med erfarenhet från tecknad långfilm. Teckningar, animationer och 3D-modeller utformades av Milz, Stefan Gadnell, Carl Åsgren och Peder Åkesson. Spelet har en egenutvecklad motor, skapad av Anders Backman.
Rösten till huvudrollen gjordes av Thomas Hellberg. Även Sture Ström medverkade.
Spelet släpptes i en tysk betaversion i april 2001 av Egmont Interactive under labeln Shoebox.

## Handling och spelupplägg
Spelet utspelar sig 1926. En pilot ska leta efter en försvunnen professor på Nordpolen, men kraschlandar och hamnar i jordens inre, varifrån han måste kämpa mot olika djur.

## Mottagande
Chris Kellner på spelets tyska förläggare DTP Entertainment har sagt att de sålde 10 000-50 000 exemplar av spelet.
Spelet fick dåliga recensioner i kvällstidningarna. Lennart Nilsson i Expressen uppskattade att spelet var vältecknat men tyckte spelmotorn var "usel" vilket drog ner betyget till en geting. Therese Granlund i Aftonbladet tyckte spelet var "lite vackert, lite mystiskt" men "segt och enformigt", vilket gav 2 plus i betyg.